# Linaceae
Le Linacee (Linaceae D.C. ex. Perleb) sono una famiglia di angiosperme dell'ordine Malpighiales a distribuzione cosmopolita.
I fiori sono ermafroditi e actinomorfi.
Il genere più diffuso è Linum, che comprende Linum usitatissimum, noto come lino comune.

## Tassonomia
La famiglia comprende i seguenti generi:
- Anisadenia Wall. ex Meisn.
- Hebepetalum Benth.
- Hugonia L.
- Indorouchera Hallier f.
- Linum L.
- Radiola Hill
- Reinwardtia Dumort.
- Roucheria Planch.
- Tirpitzia Hallier f.